# Ralph Orquin
Ralph Orquin (ur. 15 kwietnia 2003 w Teksasie) – meksykański piłkarz z obywatelstwem amerykańskim występujący na pozycji lewego obrońcy, od 2024 roku zawodnik Juárez.